# Huntingdonshire
Huntingdonshire ([ˈhʌntɪŋdənʃər] eller [ˈhʌntɪŋdənʃɪər], förkortat Hunts) är ett distrikt (motsvarande kommun) i grevskapet Cambridgeshire i England, Storbritannien. Distriktet har 184 052 invånare (2022). Historiskt sett var det ett eget grevskap. 
Större orter är Huntingdon (huvudort),  St Ives, Godmanchester, St Neots och Ramsey.
Huntingdonshire består av 81 civil parishes för visst lokalt självstyre.

## Historia
De tidigaste engelska bosättarna i distriktet var anglerstammen gyrwe, som under tidigt 500-tal tog sig upp längs floderna Ouse och Cam till Huntingdon. Under senare halvan av 800-talet erövrades East Anglia av danskar, som etablerade sig i Huntingdon. Området erövrades av Edvard den äldre runt 915, och bytte därefter händer upprepade gånger. Kloster upprättades i Ramsey, Huntingdon och St Neots under 900-talet; det i Ramsey ägde 26 herrgårdar i Huntingdonshire enbart vid tiden för Domesday Book. Många egendomar konfiskerades vid normandernas erövring av England.
Henrik II intog och förstörde Huntingdon Castle 1174. Efter att ha skrivit under Magna Carta sände Johan utan land en armé under ledning av William Longespée och Falkes de Breauté för att härja grevskapet.
Huntingdonshire överfördes från Lincolns till Elys stift 1837.

### Administrativ status
Huntingdonshire blev ett administrativt grevskap 1889, men ett område i norr överfördes till det administrativa grevskapet Soke of Peterborough, som i övrigt räknades till Northamptonshire. 1965 slogs Huntingdonshire och Soke of Peterborough ihop till Huntingdon and Peterborough, som i sin tur slogs ihop med Cambridgeshire and Isle of Ely 1974 för att bilda det nuvarande Cambridgeshire. Större delen av det tidigare Huntingdonshire kom att ingå i distriktet Huntingdon, men vissa delar i norr ingick i dåvarande distriktet Peterborough. Distriktet Huntingdon bytte namn till Huntingdonshire 1984.
Under 1990-talets kommunreformer utreddes om Huntingdonshire skulle bli en enhetskommun (unitary authority), likt Rutland och Herefordshire som också hade slagits samman med andra grevskap 1974. I slutändan fortsatte distriktet att vara en del av Cambridgeshire. Peterborough blev däremot en enhetskommun.